# Вільямсон (копальня)

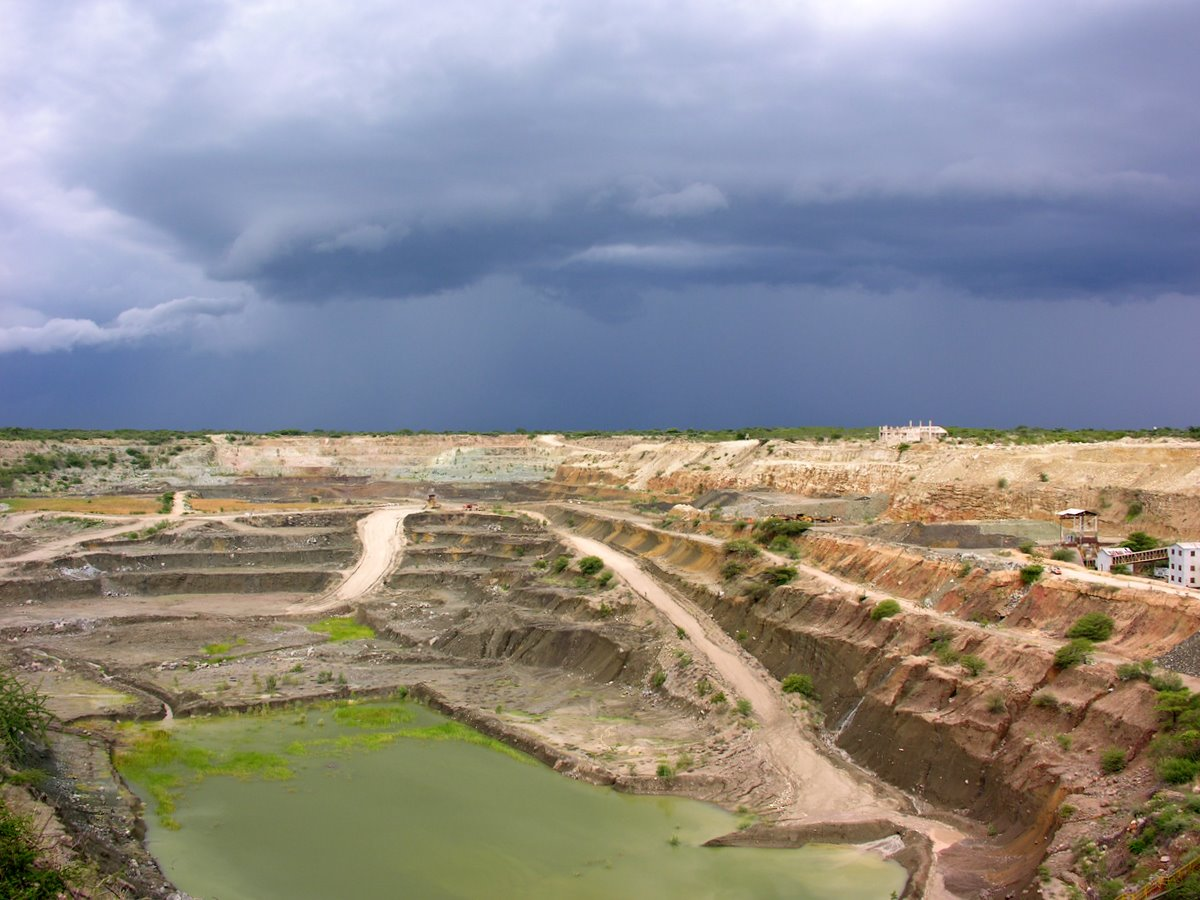
Копальня Вільямсон. Кар'єр.

Вільямсон (англ. Williamson) — одна з історичних алмазних копалень в Танзанії, яка розробляла другу за розміром кімберлітову трубку світу — Мвадуї (англ. Mwadui).

## Історія, характеристика
В кінці XX столітті корпорація De Beers провела роботу по відновленню робіт на копальні. При цьому була повністю перебудована вся інфраструктура підприємства і фактично побудований новий рудник. Робота його розрахована на тривалий час; потужність порівняно невелика і не перевищує 100 тис. кар./рік, але сама корпорація вважає свою роботу вельми цінної з точки зору досвіду, придбаного в ході рішення цієї досить складної в технічному плані задачі.
За весь час свого існування копальня випустила понад 19 мільйонів карат (3,800 кг) алмазів. Шахта "Вільямсон", яка колись належала доктору Вільямсону, а пізніше  націоналізована урядом Танзанії. З лютого 2009 року шахта в основному належить Petra Diamonds, при 75% власності, уряд Танзанії володіє 25%.